# Aeolochroma bryophanes
Aeolochroma bryophanes är en fjärilsart som beskrevs av Turner 1904. Aeolochroma bryophanes ingår i släktet Aeolochroma och familjen mätare. Inga underarter finns listade i Catalogue of Life.